# Phodilus
Phodilus is een genus (ook wel geslacht) binnen de familie van de kerkuilen (Tytonidae) en bevat twee soorten.

## Soorten
- Phodilus assimilis – Ceylonese bruine uil
- Phodilus badius – Bruine uil